# Маунт, Энсон
Энсон Адамс Маунт IV (англ. Anson Adams Mount IV, род. 25 февраля 1973, Уайт-Блафф, Теннесси, США) — американский актёр. Наиболее известен как исполнитель одной из главных ролей в фильме «Перекрёстки» (2002), а также главной роли в сериале «Ад на колесах».

## Ранние годы
Энсон Маунт родился 25 февраля 1973 года в городе Уайт-Блафф, Теннесси, США. Его отец — Энсон Адамс Маунт II — редактор журнала Playboy, а мать — Нэнси Смит — профессиональный игрок в гольф. Маунт также имеет единокровного брата Энсона III и единокровных сестёр Кристин и Элизабет. Энсон Маунт окончил среднюю школу в Диксоне.
Является адъюнкт-доцентом Колумбийского университета, обучающим технике прослушивания актеров-выпускников.

## Карьера
В 1998 году Маунт снялся в фильме Терренса Макнелли «Корпус Кристи», за что был удостоен награды Драматической лиги.
В 2000 году он сыграл роль Талли Коутса в независимом фильме «Талли».
В 2008 году стал финалистом Конференции американских драматургов за полнометражную пьесу «Атомный город» и получил премию за одноактную пьесу «Любовь Лизы». В 2010 году играл в пьесе «Три сестры» Антона Чехова от Классик Стейдж Компани. 
В 2017 году снялся в роли Черного грома в телесериале ABC «Нелюди» из кинематографической вселенной Marvel.
Его научно-популярные статьи были опубликованы в журналах Mosaic, The Daily Beast и Cowboys & Indians, а также в газете Calgary Herald.

## Личная жизнь
8 июля 2017 года Энсон сделал предложение своей давней подруге, фотографу, Даре Тренг. 20 февраля 2018 года они поженились. В августе 2021 года пара объявила о том, что ждёт появления первого ребёнка. В декабре 2021 года у них родилась дочь. Пара проживает в Бруклине, штат Нью-Йорк.

## Фильмография
| Год       |   | Русское название                          | Оригинальное название                       | Роль                            |
| --------- | - | ----------------------------------------- | ------------------------------------------- | ------------------------------- |
| 1999      | с | Элли Макбил                               | Ally McBeal                                 | Кевин Уа                        |
| 1999      | с | Секс в большом городе                     | Sex and the City                            | Грег                            |
| 2000      | ф | Бойлерная                                 | Boiler Room                                 | Брокер                          |
| 2000      | ф | Талли                                     | Tully                                       | Талли Котс-мл.                  |
| 2000      | ф | Городские легенды 2                       | Urban Legends: Final Cut                    | Тоби Белчер                     |
| 2000—2001 | с | Третья смена                              | Third Watch                                 | доктор Монтвилл                 |
| 2002      | ф | Перекрёстки                               | Crossroads                                  | Бен                             |
| 2002      | ф | Последнее дело Ламарки                    | City by the Sea                             | Дэйв Саймон                     |
| 2003      | ф | Поединок                                  | Poolhall Junkies                            | Крис                            |
| 2003      | ф | Сражения солдата Келли                    | The Battle of Shaker Heights                | шахтёр Вебер                    |
| 2003      | с | Тайны Смолвилля                           | Smallville                                  | Пол Хэйден                      |
| 2004—2005 | с | Гора                                      | The Mountain                                | Уилл Карвер                     |
| 2004      | с | C.S.I.: Место преступления Майами         | CSI: Miami                                  | Тони Мэккен                     |
| 2005      | ф | Подальше от тебя                          | In Her Shoes                                | Тодд                            |
| 2005      | с | Остаться в живых                          | Lost                                        | Кевин                           |
| 2006      | ф | Квартал ужаса Снуп Догга                  | Hood of Horror                              | Текс-мл.                        |
| 2006      | ф | Все парни любят Мэнди Лейн                | All the Boys Love Mandy Lane                | Гарт                            |
| 2006      | с | Убеждение                                 | Conviction                                  | Джим Стил                       |
| 2007      | ф |                                           | Walk the Talk                               | Ларри                           |
| 2007      | с | Закон и порядок                           | Law & Order                                 | Преподобный Джеймс Стерлинг     |
| 2007      | ф |                                           | Privacy policy                              | детектив Барри                  |
| 2008      | ф |                                           | Cook County                                 | Бамп                            |
| 2009      | с | Кукольный дом                             | Dollhouse                                   | Витас                           |
| 2010      | ф | Горящие пальмы                            | Burning Palms                               | Том                             |
| 2011      | ф | Соломенные псы                            | Straw Dogs                                  | тренер Стэн Милкенс             |
| 2011      | ф | Провинциалка                              | Hick                                        | Ник                             |
| 2011—2015 | с | Ад на колёсах                             | Hell on Wheels                              | Каллен Бохэннон                 |
| 2012      | с | Красная вдова                             | Red Widow                                   | Франклин Уэлрэйвин              |
| 2012      | ф | Защитник                                  | Safe                                        | Алекс Розен                     |
| 2014      | ф | Воздушный маршал                          | Non-Stop                                    | Джек Хаммонд                    |
| 2015      | ф | Мой парень — киллер                       | Mr. Right                                   | Ричард Картиган                 |
| 2015      | ф | Видения                                   | Visions                                     | Дэвид                           |
| 2017      | с | Сверхлюди                                 | Inhumans                                    | Блэкагар Болтагон / Чёрный Гром |
| 2018      | с | Звёздный путь: Дискавери                  | Star Trek: Discovery                        | капитан Кристофер Пайк          |
| 2022      | с | Звездный путь: Странные новые миры        | Star Trek: Strange New Worlds               | капитан Кристофер Пайк          |
| 2022      | ф | Доктор Стрэндж: В мультивселенной безумия | Doctor Strange in the Multiverse of Madness | Блэкагар Болтагон / Чёрный Гром |